# Демидовская премия Научного Демидовского фонда
Деми́довская пре́мия Научного Демидовского фонда — премия и памятная медаль для учёных за выдающийся вклад в развитие науки в России, вручается ежегодно с 1993 года.

## История
В 1992 году была учреждена Научным Демидовским фондом («Международный Демидовский Фонд»).
Премия ежегодно вручается четырём учёным из России в конце ноября.
Премия продолжает традиции Демидовской премии (1832—1865).

## Описание
В 1993 году в Екатеринбурге по инициативе Уральского отделения РАН, нескольких предприятий и учреждений Свердловской области, руководствуясь идеей возрождения исторических традиций Урала.
Общенациональные неправительственные Демидовские премии присуждаются Научным Демидовским фондом выдающийся вклад учёных в областях:
- науки о Земле
- физика
- математика
- экономика
- предпринимательство
- за вклад в гуманитарные науки.

Учёные награждаются не за отдельный научный труд, а по совокупности работ. Будущие лауреаты определяются не на конкурсной основе, а путём опроса специалистов той или иной области. Окончательное решение выносят пять комиссий и комитет по премиям, в который входят крупнейшие учёные России.
Средства на выплату премий поступают из Общенационального научного негосударственного Демидовского фонда. Каждому лауреату вручается диплом, золотая медаль в уникальном малахитовом футляре-шкатулке и сумма, эквивалентная 10—15 тысячам долларов США.
Как отмечал в 2015 году писатель В. С. Губарев: «В нашей стране для ученого это, пожалуй, самая престижная и желанная премия, так как она наиболее объективно оценивает вклад соискателя в мировую науку».

## Лауреаты премии
| Год  | Лауреат                                                | Наука                        | Описание |
| ---- | ------------------------------------------------------ | ---------------------------- | --- |
| 1993 | Вонсовский, Сергей Васильевич                          | Физика                       | |
| 1993 | Кочетков, Николай Константинович                       | Химия                        | |
| 1993 | Чесноков, Борис Валентинович                           | Геология                     | |
| 1993 | Янин, Валентин Лаврентьевич                            | История                      | |
| 1993 | Карпов, Анатолий Вячеславович                          | Экономика                    | |
| 1994 | Раушенбах, Борис Викторович                            | Механика                     | |
| 1994 | Баев, Александр Александрович                          | Биология                     | |
| 1994 | Кропоткин, Пётр Николаевич                             | Геология                     | |
| 1994 | Толстой, Никита Ильич                                  | Филология                    | |
| 1995 | Гапонов-Грехов, Андрей Викторович                      | Физика                       | |
| 1995 | Толстиков, Генрих Александрович                        | Химия                        | |
| 1995 | Магницкий, Владимир Александрович                      | Геофизика                    | |
| 1995 | Покровский, Николай Николаевич                         | История                      | |
| 1996 | Красовский, Николай Николаевич                         | Математика и механика        | «За выдающийся вклад в развитие теории устойчивости и математической теории процессов управления, за огромную работу по подготовке научных кадров в области математики»                                                                                   |
| 1996 | Соколов, Владимир Евгеньевич                           | Биология                     | «За выдающиеся работы в области зоологии, изучения животного мира России и разработку принципов биосферных заповедников» |
| 1996 | Голицын, Георгий Сергеевич                             | Науки о Земле                | «За исследования в области атмосферной динамики и создание теории циркуляции атмосфер планет, звёзд и других астрофизических объектов» |
| 1996 | Челышев, Евгений Петрович                              | Филология                    | «За выдающийся вклад в тзучение литературы народов Востока и Русской культуры в мировом контексте» |
| 1997 | Скринский, Александр Николаевич                        | Физика                       | «За выдающийся вклад в развитие физики высоких энергий, физики и техники ускорителей и создания крупной научной школы в этих областях» |
| 1997 | Ватолин, Николай Анатольевич                           | Химия                        | «За работы в области использования титаномагнититовых и бурохромистых руд, утилизации отходов чёрной и цветной металлургии» |
| 1997 | Лавёров, Николай Павлович                              | Науки о Земле                | «За вклад в создание сырьевой базы радиоактивных элементов России и СНГ, в открытии и освоении новых нетрадиционных источников минерального сырья» |
| 1997 | Зализняк, Андрей Анатольевич                           | Филология                    | «За исследования в области русского и славянского языкознания» |
| 1998 | Газенко, Олег Георгиевич                               | Биология                     | |
| 1998 | Гончар, Андрей Александрович                           | Математика                   | |
| 1998 | Седов, Валентин Васильевич                             | Археология                   | |
| 1998 | Юшкин, Николай Павлович                                | Науки о Земле                | |
| 1999 | Алфёров, Жорес Иванович                                | Физика                       | «За выдающийся вклад в развитие физики полупроводников и квантовой полупроводниковой электроники» |
| 1999 | Добрецов, Николай Леонтьевич                           | Науки о Земле                | «За выдающийся вклад в развитие метаморфической геологии и исследования минерально-сырьевой базы Урала и Сибири» |
| 1999 | Тартаковский, Владимир Александрович                   | Химия                        | «За развитие новых методов органического синтеза и создание уникальных материалов на основе новых классов гетероциклов» |
| 2000 | Маслов, Виктор Павлович                                | Математика                   | «За выдающийся вклад в развитие математики, математической физики, дифференциальных уравнений, функционального анализа и квантовой физики» |
| 2000 | Семихатов, Николай Александрович                       | Механика и теория управления | «За создание систем управления отечественными ракетными комплексами» |
| 2000 | Петров, Рэм Викторович                                 | Науки о жизни                | «За выдающийся вклад в решение фундаментальных и прикладных проблем иммунологии, аллергологии и иммуногенетики, в развитие иммунологии в России» |
| 2000 | Заславская, Татьяна Ивановна                           | Экономика и социология       | «За выдающийся вклад в создание основ российской экономической социологии, решение крупных проблем в области экономики и социологии труда» |
| 2001 | Прохоров, Александр Михайлович                         | Физика                       | «За выдающийся вклад в развитие физики, создание науки о лазерах, развитие лазерных технологий и волоконной оптики» |
| 2001 | Кабанов, Виктор Александрович                          | Химия                        | «За выдающийся вклад в развитие химии высокомолекулярных соединений» |
| 2001 | Грамберг, Игорь Сергеевич                              | Науки о Земле                | «За выдающиеся результаты в исследовании геологической природы и минеральных ресурсов Севера Сибири, Арктики и мирового океана» |
| 2002 | Фаддеев, Людвиг Дмитриевич                             | Математика                   | «За выдающийся вклад в развитие математики, квантовой механики, теории струн и солитонов» |
| 2002 | Савельев, Виктор Сергеевич                             | Медицина                     | «За выдающийся вклад в развитие кардио- и сосудистой хирургии и решение проблем флебологии» |
| 2002 | Кудрявцев, Владимир Николаевич                         | Правоведение                 | «За выдающийся вклад в развитие криминологии, социологии права и работы в области уголовного права» |
| 2002 | Месяц, Геннадий Андреевич                              | Физика                       | «За выдающийся вклад в развитие электрофизики» |
| 2003 | Литвинов, Борис Васильевич                             | Физика                       | «За выдающийся вклад в развитие физики ударных волн, детонации, разработку ядерных устройств, составляющих основу ядерного арсенала России» |
| 2003 | Белецкая, Ирина Петровна                               | Химия                        | «За выдающийся вклад в развитие химии металлоорганических соединений и металлокомплексного катализа в органическом синтезе» |
| 2003 | Богатиков, Олег Алексеевич                             | Науки о Земле                | «За выдающийся вклад в исследование глобального магнетизма, геодинамики и магматизма и работы по уменьшению негативных последствий вулканических извержений»                                                                                              |
| 2004 | Марчук, Гурий Иванович                                 | Математика                   | «За фундаментальный вклад в решение прикладных задач в разработке ядерных реакторов, создание оперативных схем прогноза погоды, решение проблем иммунологии, клинической медицины и охраны окружающей среды»                                              |
| 2004 | Большаков, Владимир Николаевич                         | Биология                     | «За разработку фундаментальных проблем популяционной и эволюционной экологии и развитие теории внутривидовой и экологической адаптации и изменчивости» |
| 2004 | Деревянко, Анатолий Пантелеевич                        | История и археология         | «За вклад в развитие гуманитарных наук в России и научные открытия мирового класса в области археологии Евразии» |
| 2005 | Крохин, Олег Николаевич                                |                              | «За выдающийся вклад в квантовую электронику и открытие полупроводниковых лазеров» |
| 2005 | Лякишев, Николай Павлович                              |                              | «За выдающийся вклад в металлургическую науку и создание передовых технологий, а также разработку концепции развития чёрной металлургии страны» |
| 2005 | Конторович, Алексей Эмильевич                          |                              | «За выдающийся вклад в научное обоснование и открытие Западно-Сибирской и Лего-Тунгусской нефтегазовой провинций» |
| 2006 | Энеев, Тимур Магометович                               | Математика и механика        | «За выдающийся вклад в прикладную математику и механику, включая небесную механику и космонавтику» |
| 2006 | Кулаков, Владимир Иванович                             | Медицина                     | «За фундаментальный вклад в решение проблемы сохранения репродуктивной функции женщины» |
| 2006 | Алексеев, Вениамин Васильевич                          | История                      | «За выдающийся вклад в изучение истории индустриального развития Урала и Сибири» |
| 2007 | Ковальчук, Борис Михайлович                            | Физика                       | «За выдающийся вклад в развитие нового класса импульсных сильноточных устройств» |
| 2007 | Чупахин, Олег Николаевич                               | Химия                        | «За выдающийся вклад в развитие теории и практики органического синтеза» |
| 2007 | Кузьмин, Михаил Иванович                               | Науки о Земле                | «За выдающийся вклад в формирование нового направления в геологии — химической геодинамики и решение проблем глобального изменения природной среды и климата на основе комплексного изучения осадков озёр Байкал, Хубсугул и малых озёр Центральной Азии» |
| 2008 | Мищенко, Евгений Фролович                              | Математика                   | «За выдающийся вклад в теорию оптимального управления и теорию колебаний» |
| 2008 | Григорьев, Анатолий Иванович                           | Медицина                     | «За выдающийся вклад в фундаментальные и прикладные исследования в области космической биологии и медицины» |
| 2008 | Макаров, Валерий Леонидович                            | Экономика                    | «За выдающийся вклад в построение компьютерных моделей экономики знаний для решения современных проблем России» |
| 2009 | Каган, Юрий Моисеевич                                  | Физика                       | «За выдающийся вклад в развитие современной теории конденсированного состояния, в частности теории колебательных (фононных) спектров металлов» |
| 2009 | Рундквист, Дмитрий Васильевич                          | Науки о Земле                | «За научное обоснование прогноза новых источников минеральных ресурсов» |
| 2009 | Третьяков, Юрий Дмитриевич                             | Химия                        | «За выдающийся вклад в развитие современного материаловедения» |
| 2009 | Оловников, Алексей Матвеевич                           | Биология                     | «За цикл молекулярно-биологических работ, в которых впервые в мире было предсказано укорочение хромосом при старении» |
| 2010 | Осипов, Юрий Сергеевич                                 | Математика                   | «За выдающийся вклад в математику и механику, включая математическую теорию управления» |
| 2010 | Сакович, Геннадий Викторович                           | Химия                        | «За цикл исследований и разработок в области создания новых высокоэнергетических материалов» |
| 2010 | Алексеев, Сергей Сергеевич                             | Гуманитарные науки           | «За выдающийся вклад в создание правовых основ современной России» |
| 2011 | Андреев, Александр Фёдорович                           | Физика                       | «За выдающийся вклад в развитие современной физики низких температур, в частности, за теоретическое предсказание „андреевского отражения“» |
| 2011 | Журавлёв, Юрий Николаевич                              | Биология                     | «За выдающийся вклад в развитие биологических и экологических исследований на Дальнем Востоке» |
| 2011 | Котляков, Владимир Михайлович                          | Науки о Земле                | «За выдающийся вклад в развитие новых направлений в географии и океанологии, открытие неизвестных ранее закономерностей и механизмов взаимодействия природных геосистем»                                                                                  |
| 2012 | Аврорин, Евгений Николаевич                            | Физика                       | «За выдающийся вклад в прикладную ядерную физику» |
| 2012 | Моисеев, Илья Иосифович                                | Химия                        | «За выдающийся вклад в координационную химию и металлокомплексный катализ органических реакций» |
| 2012 | Примаков, Евгений Максимович                           | Общественные науки           | «За выдающийся вклад в развитие международных отношений и позиционирование России в современном мире» |
| 2013 | Ершов, Юрий Леонидович                                 | Математика                   | «За выдающиеся заслуги в развитии математической логики» |
| 2013 | Спирин, Александр Сергеевич                            | Биология                     | «За выдающийся вклад в изучение биологических основ функционирования живой клетки» |
| 2013 | Трубецкой, Климент Николаевич                          | Науки о Земле                | «За выдающиеся заслуги в области горного дела» |
| 2014 | Кардашёв, Николай Семёнович                            | Астрофизика                  | |
| 2014 | Нефёдов, Олег Матвеевич                                | Химия                        | |
| 2014 | Сандухадзе, Баграт Исменович                           | Сельскохозяйственные наука   | |
| 2015 | Карпов, Ростислав Сергеевич                            | Медицина                     | |
| 2015 | Коротеев, Виктор Алексеевич                            | Науки о земле                | |
| 2015 | Маров, Михаил Яковлевич                                | Механика                     | |
| 2016 | Золотов, Юрий Александрович                            | Химия                        | |
| 2016 | Рубаков, Валерий Анатольевич                           | Физика                       | |
| 2016 | Молодин, Вячеслав Иванович                             | Археология                   | |
| 2017 | Фортов, Владимир Евгеньевич                            | Физика                       | |
| 2017 | Романенко, Геннадий Алексеевич                         | Аграрные науки               | |
| 2017 | Скулачев, Владимир Петрович                            | Биоэнергетика                | |
| 2018 | Козлов, Валерий Васильевич                             | Математика                   | |
| 2018 | Минкин, Владимир Исаакович                             | Химия                        | |
| 2018 | Тишков, Валерий Александрович                          | Этнография                   | |
| 2019 | Оганесян, Юрий Цолакович                               | Химия                        | |
| 2019 | Рожнов, Вячеслав Владимирович                          | Биология                     | |
| 2019 | Чибилёв, Александр Александрович                       | География                    | |
| 2020 | Садовничий, Виктор Антонович                           | Прикладная математика        | |
| 2020 | Леонтьев, Леопольд Игоревич                            | Металлургия                  | |
| 2020 | Торкунов, Анатолий Васильевич                          | Общественные науки           | |
| 2021 | Илькаев, Радий Иванович                                | Ядерная физика               | за выдающийся вклад в развитие ядерной физики |
| 2021 | Молин, Юрий Николаевич, Бучаченко, Анатолий Леонидович | Химия                        | за выдающийся вклад в создание и развитие спиновой химии |
| 2021 | Пиотровский, Михаил Борисович                          | Востоковедение               | за выдающийся вклад в развитие мировой науки в области востоковедения и сохранение мирового научного наследия |
| 2022 | Розанов, Алексей Юрьевич                               | Биология                     | за выдающийся вклад в развитие палеонтологии |
| 2022 | Дегтярь, Владимир Григорьевич                          | Машиностроение               | за выдающийся вклад в создание ракетной техники нового поколения |
| 2022 | Кирпичников, Михаил Петрович                           | Биоинженерия                 | за выдающийся в клад в развитие биоинженерии |
| 2022 | Коновалов, Александр Николаевич                        | Медицина                     | за выдающийся вклад в развитие нейрохирургии и клинической физиологии нервной системы |
| 2024 | Садовский, Михаил Виссарионович                        | Физика                       | за выдающийся вклад в фундаментальные теоретические исследования в области сверхпроводимости |
| 2024 | Пудалов, Владимир Моисеевич                            | Материаловедение             | за выдающийся вклад в экспериментальные исследования квантовых материалов, включая сверхпроводники |
| 2024 | Островский, Михаил Аркадьевич                          | Физиология                   | за выдающийся вклад в молекулярную физиологию и биофизику первичных процессов зрения |
| 2024 | Наумкин, Виталий Вячеславович                          | Общественные науки           | за выдающийся вклад в развитие мирового востоковедения |